# Luigi Proietti detto Gigi
Luigi Proietti detto Gigi è un film-documentario del 2021 diretto da Edoardo Leo.

## Trama
La pellicola ripercorre i momenti chiave della vita e della carriera di Gigi Proietti, attore scomparso il 2 novembre 2020, attraverso filmati d'archivio e interviste di personaggi del mondo dello spettacolo che lo hanno conosciuto o che hanno lavorato insieme.

## Distribuzione
Presentato in anteprima nazionale alla festa del cinema di Roma il 16 ottobre 2021. È uscito nelle sale italiane il 3 marzo 2022.
Trasmesso in prima visione tv il 15 aprile 2022 su Rai 3.